# Обгрютен (Хан)
Обгрютен (нем. Obgruiten) — небольшой населённый пункт сельского типа (хутор) на территории города Хан (Северный Рейн-Вестфалия, Германия).

## Географическое положение
Обгрютен находится к северо-востоку от административного центра Хан, с южной стороны насыпи железной дороги Дюссельдорф—Вупперталь. Под насыпью имеется туннель, через который Обгрютен соединяется с населённым пунктом Грютен (часть города Хан). А по автодороге юго-западного направления — с Ханом.

## История
Коммуна Обгрютен была создана на основании муниципального указа Рейнской провинции от 23 июля 1845 года, став преемницей Бергского хоншафта Обгрютен, который существовал с позднего Средневековья до посленаполеоновского периода и до 1806 года входил в качестве администрации в Бергиш-субфедерацию Шёллер амта Золинген. В 1806 году французы передали администрацию Обгрютен недавно созданной мэрии Хана, которая в 1815 году при Пруссии была преобразована в управление Хана.
В 1888 году Обгрютен занимал площадь в 244 гектара, из которых 150 гектаров составляли пахотные земли, 10 гектаров луга и 65 гектаров леса. Община принадлежала к приходам Шёллер (протестантский) и Грютен (католический). В 20 пунктах проживания располагалось 38 жилых зданий и 57 домохозяйств. Из 287 жителей общины 146 были мужчинами и 132 женщинами, 147 протестантами и 131 католиком.
В 1888 году к 20 пунктам проживания (хуторам) относились Ауэ (нем. Aue), Биршельс (нем. Birschel), Хазенхаус (нем. Hasenhaus), Хайдершпрунг (нем. Heidersprung), Йенберг (нем. Jienberg), Клаппмюце (нем. Klappmütze), Клевенхёйсхен (нем. Klevenhäuschen), Клевенхоф (нем. Klevenhof), Кортенхёйсхен (нем. Kortenhäuschen), Мюленфельд (нем. Mühlenfeld), Остерхольц (нем. Osterholz), Пильсхёйер (нем. Pilscheuer), Шайфенхаус (нем. Scheifenhaus), Шайфенхайде (нем. Scheifenheide), Шлёссерхютте (нем. Schlösserhütte), Фоккенхаус (нем. Vockenhaus), Фогельзанг (нем. Vogelsang), Фосхольц (нем. Voosholz), Цигельхёйсхен (нем. Ziegelhäusche) и Цур Мюлен (нем. Zur Mühlen).
В 1894 году коммуны Обгрютен и Грютен были объединены, при этом восточная окраина Обгрютена отошла к коммуне Фохвинкель. В то же время расширенный муниципалитет Грютен, а также муниципалитеты Милльрат и Шёллер вышли из состава мэрии Хана и с тех пор образовали мэрию Грютен. В результате муниципальной реформы 1975 года Обгрютен вошёл в состав города Хан путём присоединения Грютена к Хану.